# Saša Pivovarova
Aleksandra Igorevna Pivovarova, detta Saša (in russo Алекса́ндра "Са́ша" И́горевна Пивова́рова?; Mosca, 21 gennaio 1985), è una supermodella russa.

## Biografia
Sasha è nata a Mosca, in Russia. Nonostante la sua carriera di modella internazionale, non ha mai sognato di sfilare, e tutto è nato grazie a un suo amico e fotografo, Igor' Višnjakov, che l'ha immortalata ed ha inviato le foto alla IMG Models, un'agenzia di modelle. Da quel momento è cominciata la carriera di Sasha Pivovarova. Prima di essere modella, Sasha studiava storia dell'arte all'università in Russia.

### La carriera come modella
Dopo aver firmato con la IMG nel 2005, la Pivovarova ha sfilato per Prada ed ha fatto una campagna pubblicitaria per la casa di moda. Nel maggio 2007 è apparsa sulla copertina di Vogue americano, insieme a altre modelle famose tra le quali Doutzen Kroes, Caroline Trentini, Raquel Zimmermann, Jessica Stam, Agyness Deyn, Coco Rocha, Hilary Rhoda, Chanel Iman e Lily Donaldson. In un'intervista ha parlato della sua passione per l'arte e la lettura, dimostrando un particolare interesse per il libro Guerra e pace. Nell'agosto e nel settembre 2007 è riapparsa su Vogue. Sasha Pivovarova è stata protagonista del Calendario Pirelli 2008 e, nel maggio 2007, è ricomparsa sulla copertina di Vogue, stavolta australiano.
Nella sua carriera ha inoltre lavorato per Armani, Alberta Ferretti, Anna Sui, Bottega Veneta, Diesel Black Gold, DKNY, Dsquared², Jonathan Saunders, Malo, Michael Kors, Oscar de la Renta, Pringle of Scotland, Rag & Bone, Rodarte, Zac Posen, Chanel, Christian Dior, Gucci, Jean-Paul Gaultier, Valentino, Versace e molti altri. Nel 2011 è stata scelta per interpretare un ruolo nel film In Time, come madre di Sylvia Weis alias Amanda Seyfried come co-protagonista insieme a Justin Timberlake figlia del ricco finanziere Philippe Weis.

### Vita privata

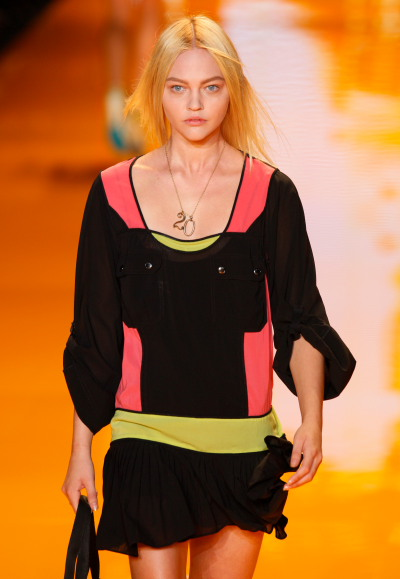
Saša Pivovarova durante una sfilata

Sasha Pivovarova studiava arte ed infatti ha una vera e propria passione per il disegno. Alcune sue opere sono state esposte in una galleria d'arte a Parigi, mentre Vogue francese, ha pubblicato alcuni suoi lavori. Attualmente vive a Brooklyn, New York. Si è sposata con Igor Vishnyakov, suo amico di vecchia data, nel giugno del 2009; i due hanno una figlia, Mia Isis, nata nel maggio 2012.

## Agenzie
- Unique Models - Danimarca
- Donna Models - Giappone
- IMG Models - Parigi, New York, Milano